# Stara Prochownia w Warszawie

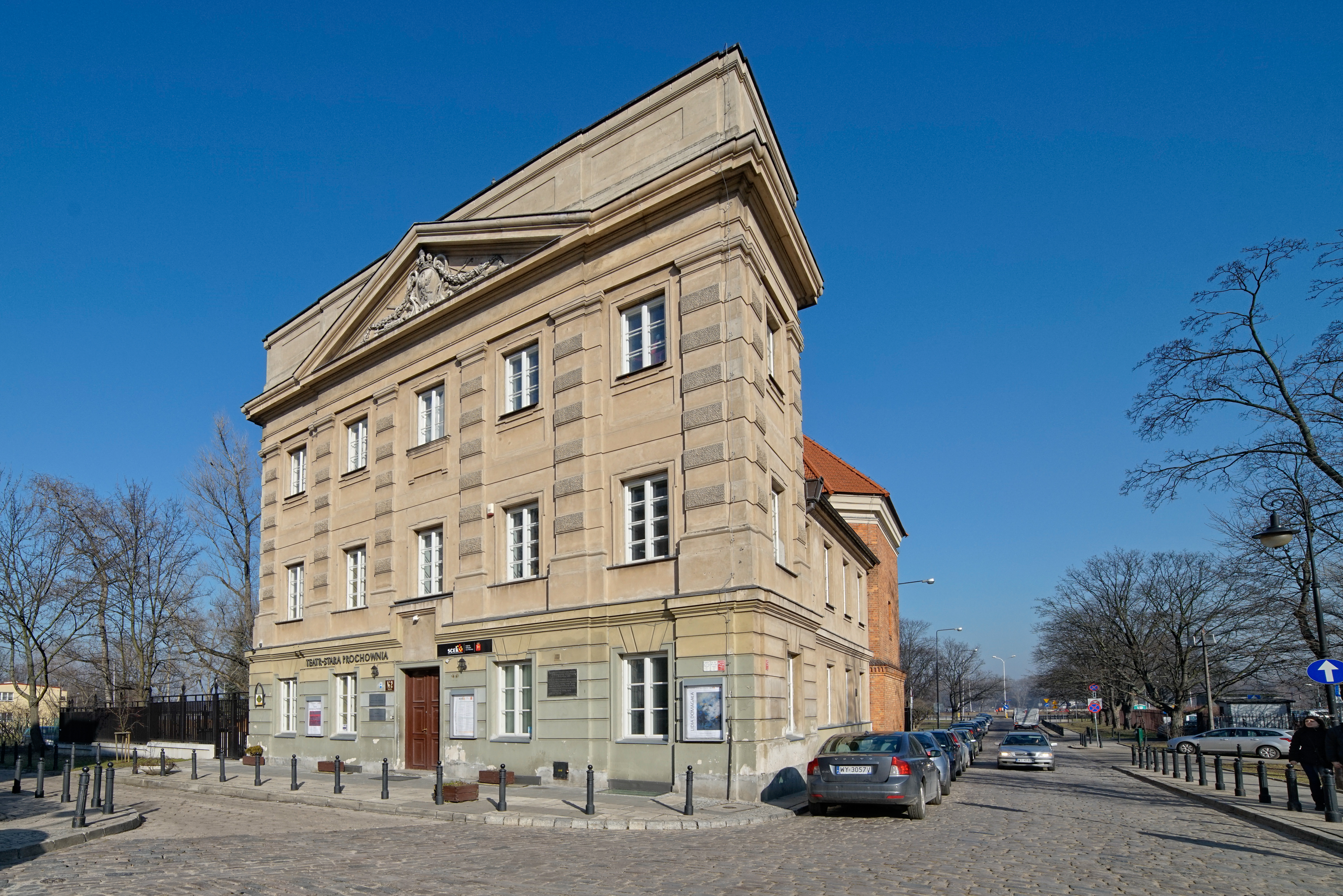
Siedziba Starej Prochowni SCEK

Stara Prochownia SCEK – warszawska instytucja kulturalna mieszcząca się w budynku Bramy Mostowej przy ul. Boleść 2. Od 2002 filia Stołecznego Centrum Edukacji Kulturalnej (SCEK).

## Opis
Założycielem i dyrektorem Starej Prochowni od 1972 był Wojciech Siemion. Od 2002 obiekt jest jedną z przestrzeni edukacyjnych Stołecznego Centrum Edukacji Kulturalnej.